# CMA CGM Jules Verne (schip, 2013)
De CMA CGM Jules Verne is een containerschip van de rederij CMA CGM S.A (voluit Compagnie maritime d'affrètement - compagnie générale maritime). Het werd gebouwd als CMA CGM Zheng He en kreeg bij de doop een nieuwe naam. Het schip werd zoals de andere schepen uit zijn klasse vernoemd naar ontdekkingsreizigers en wordt ingezet op de French Asia Line (FAL).
De zusterschepen zijn: CMA CGM Marco Polo, CMA CGM Alexander von Humboldt en CMA CGM Jacques Cartier. Deze klasse schepen waren de grootste containerschepen ter wereld, tot aan de levering van de Maersk triple-E klasse. Het schip is langer dan vier voetbalvelden, langer dan de Eiffeltoren en kan meer energie opwekken dan nodig is voor een dorp van 16.000 inwoners.

## Nadere specificaties
Doordat de dekopbouw zich wat verder naar voren dan gebruikelijk bevindt, is er beter zicht vooruit voor de mensen op de brug. Met dit ontwerp zitten de bunkers ook onder dekopbouw en zijn beschermd door een dubbele romp. Daarmee voldoet het schip aan MARPOL 12A-regelgeving. De machinekamer bevindt zich achter in het schip, dicht bij de schroef, wat wil zeggen dat er minder ruimte wordt verloren aan een schroefaskoker.
Het schip maakt gebruik van een nieuw systeem om ballastwater te behandelen. Dit om het maritieme milieu te beschermen tegen organismen die meereizen in de ballasttanks.
De Jules Verne stoot 36 gram CO2 per kilometer/TEU uit, evenals zijn zusterschepen. Dat is 20% minder dan de 13.300 TEU-versie schepen.
De CMA CGM Jules Verne heeft een EEDI (Energy Efficiency Design Index) 10,56.
Dit model is 30% onder het maximum opgelegde limiet door de IMO (International Maritime Organization) en reeds conform de doelstellingen opgelegd door de IMO voor 2025.